# مسیحیت در قرون وسطی

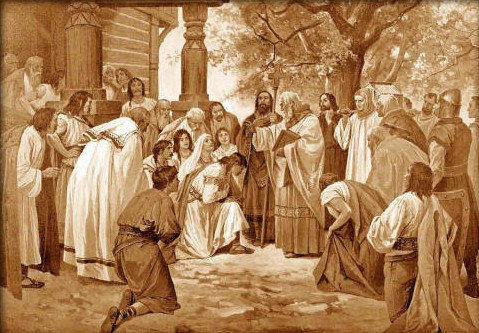
برادران سیریل و متودی مقدس مسیحیت را به سرزمین اسلاوها می‌آورند.

مسیحیت در قرون وسطی بخشی از تاریخ مسیحیت است که آغاز آن از سقوط امپراتوری روم غربی (حدود ۴۷۶) بوده، اما پایان آن را بر حسب وقایع مختلف تعریف کرده‌اند: از رویدادهایی مانند فتح قسطنطنیه توسط امپراتوری عثمانی در سال ۱۴۵۳، یا اولین سفر کریستف کلمب به قاره آمریکا در سال ۱۴۹۲، ویا اصلاحات پروتستانی در سال ۱۵۱۷.
در پنج‌رهبری باستانی مسیحیت، پنج پدرسالاری از جایگاه ویژه‌ای برخوردار بودند: سریر اسقف و سریر مقدسروم، پاتریارک قسطنطنیه، پاتریارک ارتدوکس یونانی اورشلیم، پاتریارک انطاکیه و اسقف اسکندریه.

### قرون وسطای اولیه (۴۷۶–۷۹۹)
قرون وسطای اولیه با برکناری آخرین امپراتور روم غربی در سال ۴۷۶ و سپس با روی کار آمدن پادشاه بربر، اودوآکر، و تاجگذاری شارلمانی به عنوان «امپراتور رومیان» توسط پاپ لئون سوم در رم، در روز کریسمس سال ۸۰۰ آغاز شد؛ بنابراین، سال ۴۷۶ یک تقسیم‌بندی بیشتر مصنوعی است. در شرق، حکومت امپراتوری روم در دوره‌ای که مورخان اکنون آنرا امپراتوری بیزانس می‌نامند ادامه یافت.حتی در غرب، که کنترل سیاسی امپراتوری به تدریج کاهش یافت، فرهنگ رومی مشخصاً تا مدت‌ها بعد ادامه یافت؛ بنابراین مورخان امروز ترجیح می‌دهند از «تحول جهان روم» به جای «سقوط امپراتوری روم» صحبت کنند 

### گسترش مسیحیت فراتر از امپراتوری روم
با کوچک شدن مرزهای سیاسی امپراتوری روم و سپس فروپاشی در غرب، مسیحیت فراتر از مرزهای قدیمی امپراتوری و به سرزمین‌هایی که هرگز تحت روم نبوده گسترش یافت.

#### مبلغان ایرلندی
با آغاز قرن پنجم، فرهنگ واحدی در مناطق اطراف دریای ایرلند که که امروز ویلز و ایرلند نامیده می‌شود، توسعه یافت. در این محیط، مسیحیت از بریتانیای روم به ایرلند گسترش یافت، به ویژه پس از آنکه از کمک‌های تبلیغی سنت پاتریک با مراتبی از «روحانیون پاتریسیوس»، کشیشان مبلغ فعال که همراه او یا بعداً می‌آمدند، برخوردار شد. این روحانیون معمولاً بریتانیایی یا ایرلندی بودند که توسط او یا جانشینانش کهنوت شده بودند.

#### آنگلوساکسون، انگلیسی
اگرچه جنوب بریتانیا یک استان رومی بود، اما در سال ۴۰۷ لژیون‌های امپراتوری جزیره را ترک کردند و نخبگان رومی نیز به دنبال آنها رفتند.مدتی بعد در همان قرن، قبایل مختلف بربر از یورش و غارت جزیره ، نهایتا به تسخیر و استقرار رسیدند.

## پاپ در اوایل قرون وسطی
پس از اینکه شبه جزیره ایتالیا به دلیل قبایل بربر وارد جنگ و آشوب شد، امپراتور ژوستینین یکم تلاش کرد تا سلطه امپراتوری ایتالیا را از شرق، علیه اشراف گوتیک، مجدداً تثبیت کند.لشکرکشی‌های بعدی کم و بیش موفقیت‌آمیز بود و یک فرماندهی سلطنتی برای ایتالیا تأسیس شد، اما نفوذ امپراتوری محدود بود. سپس لمباردها به شبه‌جزیره ضعیف‌شده حمله کردند و رم اساساً به حال خود رها شد. ناتوانی شرق در ارسال کمک منجر به این شد که پاپ‌ها خود شهر را با غلات املاک پاپی تغذیه کردند، در مورد معاهدات مذاکره کردند، به جنگاوران لمبارد پول حفاظت پرداخت کردند، و در صورت عدم موفقیت، سربازانی را برای دفاع از شهر استخدام کردند.سرانجام پاپ‌ها برای حمایت به دیگران، به ویژه فرانک‌ها، روی آوردند.